# Ludvig Svenonius
Ludvig Oskar Svenonius, född 8 maj 1853 i Råneå socken, död 2 februari 1926 i Stockholm, var en svensk läkare och schackspelare.

## Biografi
Ludvig Svenonius var son till bruksförvaltaren och senare fängelsedirektören Thure Lorens Svenonius och kusin till Fredrik Svenonius. Efter mogenhetsexamen i Umeå 1871 studerade han först vid Uppsala universitet och därefter vid Karolinska Institutet, där han blev medicine kandidat 1880 och medicine licentiat 1885. Efter flera förordnanden på olika orter var han provinsialläkare i Hede distrikt i Härjedalen 1889–1892 och i Svegs distrikt där 1892–1915, varefter han som pensionerad hade egen läkarpraktik i Sveg till 1923, då han flyttade till Stockholm. REdan under sina första studentår gjorde sig Svenonius känd som en skicklig och fantasirik schackspelare, och under tre årtionden sågs han som Sveriges främste. Han publicerade omfattande undersökningar av spelöppningens problem i Deutsches Wochenschach 1904–1910. Svenonius utgav 1923 Världsalltets gåta. En ny lifsåskådning., ett försök att bevisa Guds existens.